# Ôndôrhaan
Ôndôrhaan (in mongolo Өндөрхаан) è una città della Mongolia, capoluogo della provincia del Hėntij, nel distretto (sum) di Hėrlėn. La popolazione (stimata per il 2010) è di 15.000 abitanti. Si trova sulla riva sinistra (settentrionale) del fiume Hėrlėn, 290 km a est dalla capitale Ulan Bator. 
Nel distretto di Môrôn, 53 km ad ovest di Ôndôrhaan, si trova la miniera di carbone di Čandgana Tal (Чандгана Тал), importante per l'economia locale.